# Mary Lines
Mary Lines (gift Smith), född 3 december 1893 i London, Storbritannien; död december 1978 i Worthing, West Sussex, England; var en engelsk friidrottare. Lines blev guldmedaljör vid den första damolympiaden 1922 och var en pionjär inom damidrott.

## Biografi
Mary Lines föddes år 1893 i Storbritannien, hon gick i skola vid James Allen's Girls' School i Dulwich och studerade senare vid Regent Street Polytechnic i London. Under skoltiden var hon aktiv friidrottare.
1921 deltog Lines i Damolympiaden 1921 i Monte Carlo där hon vann löpning på 60 meter och på 250 meter samt längdhopp, hon tog även silvermedalj på löpning 800 meter. Vidare tog hon guldmedalj i stafettlöpning 4 x 75 meter (med  Hilda Hatt, Alice Cast, Daisy Wright och Lines) samt guldmedalj i stafettlöpning 4 x 200 meter (med Lines, Bradley, Hatt och Cast)
1922 deltog Lines även i uppföljare Damspelen 1922 i Monaco där hon vann löpning 60 meter, 250 meter, stafett 4 x 175 meter (med Nora Callebout, Ivy Lowman, Lines och Muriel Hornsby) och längdhopp. Hon tog även silvermedalj i stafett 4 x 75 meter (med Lines, Lowman, Wright och Callebout). Lines deltog sedan även i den första ordinarie damolympiaden den 20 augusti 1922 i Paris. Under idrottsspelen vann hon guldmedalj i löpning 300 meter och i längdhopp, silvermedalj i löpning 60 meter och bronsmedalj i löpning 100 yards. Lines vann även guldmedalj med stafettlaget (med Lines som förste löpare, Nora Callebout, Daisy Leach och Gwendoline Porter) på 4 x 110 yards. Segertiden var ett nytt världsrekord.
1923 deltog hon i de tredje Monte Carlo-spelen där hon vann silvermedalj i löpning 800 meter.
Efter idrottsspelen deltog hon i ytterligare tävlingar, bland annat British Athletics Championships 1922 (där hon vann löpning på 220, 440 och 880 yards/800 meter där hon slog Georgette Lenoirs 10 dagar gamla världsrekord), 1923 (där hon vann löpning på 100 och 440 yards, häcklöpning 80 meter och längdhopp) samt 1924 (där hon vann häcklöpning 80 meter och längdhopp). 1924 deltog hon även vid Damolympiaden 1924 i London där hon tog guldmedalj i häcklöpning 120 yards, löpning 250 meter och längdhopp.
Lines drog sig tillbaka från tävlingslivet senare under 1924. Under sin aktiva tid satte hon 33 världsrekord. Senare gifte hon sig med en mister Smith. Maken dog 1947. Lines dog i december 1978 i en trafikolycka i hemstaden Worthing.
2012 upptogs Lines i Oxford Dictionary of National Biography.